# Tuyên ngôn

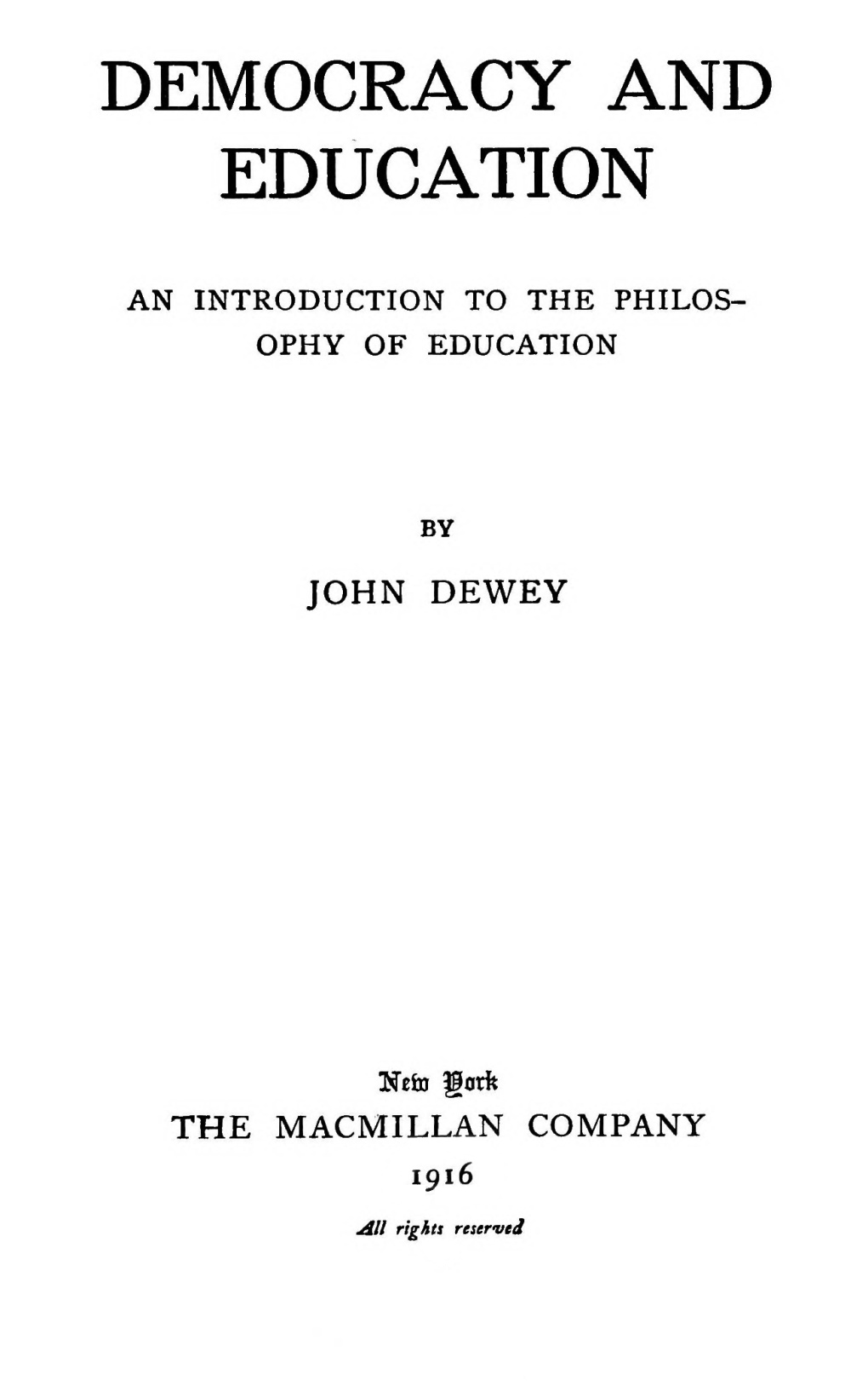
Tuyên ngôn ban đầu về giáo dục

Tuyên ngôn là một tuyên bố được công bố về ý định, động cơ hoặc quan điểm của người phát hành, có thể là cá nhân, nhóm, đảng phái chính trị hoặc chính phủ. Một bản tuyên ngôn thường chấp nhận một ý kiến đã được công bố trước đó hoặc sự đồng thuận của công chúng hoặc thúc đẩy một ý tưởng mới với các khái niệm mang tính quy định để thực hiện những thay đổi mà tác giả tin rằng cần được thực hiện. Nó thường mang tính chất chính trị hoặc nghệ thuật, nhưng cũng có thể thể hiện lập trường sống của một cá nhân. Tuyên ngôn liên quan đến niềm tin tôn giáo thường được gọi là tín điều.

## Tuyên ngôn đáng chú ý

### Chính trị
Ví dụ về các tuyên ngôn đáng chú ý:

### Nghệ thuật

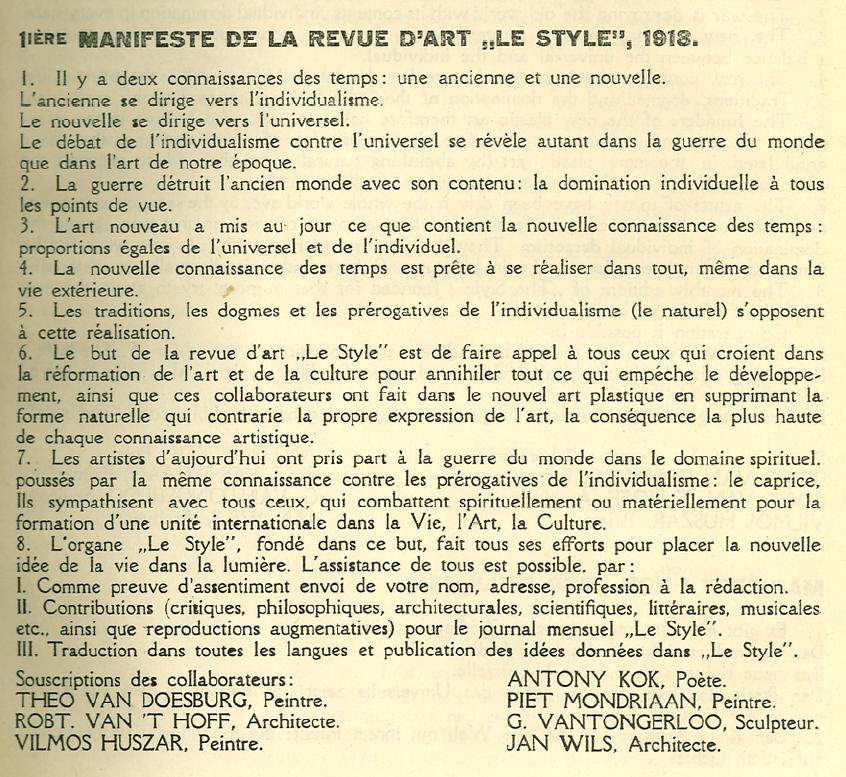
1 ^{IERE} MANIFESTE DE LA REVUE D'ART "LE STYLE", xuất bản năm 1918

- Tuyên ngôn theo chủ nghĩa tượng trưng (1886), của Jean Moreas
- Tuyên ngôn theo chủ nghĩa vị lai (1909), của Filippo Tommaso Marinetti
- Du "Cubisme" (1912), của Albert Gleizes và Jean Metzinger
- Nghệ thuật của tiếng ồn (1913), của Luigi Russolo
- Tuyên ngôn Kiến trúc Vị lai (1914), của Antonio Sant'Elia (Tuyên ngôn của Chủ nghĩa Vị lai)
- BLAST bản tuyên ngôn Vorticist (1914) của Wyndham Lewis
- Tuyên ngôn nữ quyền (1914), bởi Mina Loy
- Anti-Dantas Manifesto (pt) (1915), bởi Almada Negreiros
- Tuyên ngôn Dada (1916), của Hugo Ball
- Tuyên ngôn Dada (1918), của Tristan Tzara
- Tuyên ngôn siêu thực (1924) của André Breton
- Tuyên ngôn siêu đẳng (1924) của Kazimir Malevich [5]
- Nhà hát của sự tàn ác, Tuyên ngôn đầu tiên (1932) của Antonin Artaud
- Tuyên ngôn điện ảnh miễn phí (1956) của Lindsay Anderson Karel Reisz Tony Richardson Lorenza Mazzetti
- Tuyên ngôn Abomunist (1959) của Bob Kaufman
- Tuyên ngôn Oulipo (1960), của François Le Lionnais
- Tuyên ngôn Fluxus (1961) của George Maciunas
- "Nhà hát Cách mạng" (1965) của Amiri Baraka
- Tuyên ngôn lãng mạn (1969) của Ayn Rand
- Về Nghệ thuật Điện ảnh (1973) của Kim Jong-il [6]
- Tuyên ngôn về mùi: Cảm giác hồi hộp khi làm việc với mùi [7] [8] (1978) của Guy Bleus
- Tuyên ngôn về những quả trứng thơ, trong "Empire of Dreams," (1998 bằng tiếng Tây Ban Nha, 1994 bằng tiếng Anh) của Giannina Braschi
- Dogma 95 (1995) của Lars von Trier, Thomas Vinterberg, Kristian Levring và Søren Kragh-Jacobsen
- Tuyên ngôn xuyên ngành [9] (1996) của Basarab Nicolescu
- Tuyên bố Minnesota: [10] sự thật và sự thật trong phim tài liệu (1999), của Werner Herzog
- Tuyên ngôn First Things First năm 2000: Đạo đức và trách nhiệm xã hội trong thiết kế đồ họa (1999), của Kalle Lasn & Chris Dixon với Ken Garland. Biên tập bởi Rick Poynor
- Tuyên ngôn Versatilist (2007), [11] của Denis Mandarino
- " Tuyên ngôn huyền bí chính trị khiêu dâm " (2011), của Kendell Geers [12]
- Ahuman Manifesto: Activism for the End of the Anthropocene [13] (2020) của Patricia McCormack

### Khoa học và giáo dục
- Tuyên ngôn về Giảng dạy Trực tuyến (2016) Trung tâm Nghiên cứu Giáo dục Kỹ thuật số, Đại học Edinburgh
- Tuyên ngôn hành vi (1913) do John B. Watson ban hành đối lập với phương pháp xem xét nội tâm trong tâm lý học [5]
- Custer Died For Your Sins: An Indian Manifesto (1969) được viết bởi Vine Deloria, Jr.
- Tuyên ngôn Thư viện Công cộng của UNESCO [6] (2001)
- Tuyên ngôn ESOL: tuyên bố về niềm tin và giá trị của chúng tôi Lưu trữ ngày 13 tháng 7 năm 2020 tại Wayback Machine (2012) do Action for ESOL viết nhằm phản đối việc cắt giảm tài trợ cho giáo dục tiếng Anh cho người di cư đến Vương quốc Anh.
- Tuyên ngôn Lịch sử (2014) được viết bởi Jo Guldi và David Armitage, được xuất bản bởi Nhà xuất bản Đại học Cambridge
- Tuyên ngôn Vienna về chủ nghĩa nhân văn kỹ thuật số (2019)